# Gande
Die Gande ist ein etwa 20 km langer rechter Nebenfluss der Leine.

## Name
Der Name wird mit gotisch gund für 'krebsartiges Geschwür' bzw. althochdeutsch gund für 'Eiter, eiterndes Geschwür' im Sinne von 'Schwellfluss' in Zusammenhang gebracht. Alternativ handelt es sich hierbei auch um eine -nt-Ableitung zum germanischen Verb *gē- für 'gehen'.

## Verlauf
Die Gande entspringt bei Lamspringe auf der Ostseite des Sackwalds im Landkreis Hildesheim und fließt von dort zwischen Sackwald und Heber nach Süden. Sie erreicht bei Gehrenrode den Landkreis Northeim. Kurz nach der Ortschaft Altgandersheim mündet von links die Meine.
Ab Bad Gandersheim, wo von links die Eterna einmündet, wendet sie sich nach Westen. Im Stadtbereich wird sie zwischen der St. Georgskirche und der „alten Mühle“ über ein Wehr (siehe Abbildung) geleitet und dort ein Teil des Flusses abgezweigt. Dieser fließt als Mühlengraben östlich, später südlich weitestgehend parallel zur Gande und mündet einige hundert Meter weiter flussabwärts wieder in der Gande. Anschließend fließt die Gande am Gandersheimer Klärwerk vorbei und weiter nach Orxhausen, wonach sie sich wieder nach Süden wendet und Kreiensen erreicht. Zwischen Kreiensen und Greene (Einbeck) mündet die Gande schließlich in die Leine.